# Pauline de Rothschild
Pauline, Baronessa de Rothschild (Passy, 31 dicembre 1908 – Santa Barbara, 8 marzo 1976) è stata un'icona della moda conosciuta anche come scrittrice, fashion designer e traduttrice sia della poesia elisabettiana che delle opere teatrali di Christopher Fry.

## Biografia
Pauline Potter nacque in via Octave Feuillet 10 nel quartiere parigino di Passy. I suoi genitori erano americani espatriati. Sua madre era Gwendolen Playford Cary, una pronipote di Thomas Jefferson e una cugina distante dei Lord britannici Falkland e Cary. Suo padre era Francis Hunter Potter, un playboy nipote di Alonzo Potter, un vescovo della Chiesa Episcopale di Pennsylvania, nonché nipote e pronipote di altri vescovi episcopali di New York, Horatio Potter e Henry Codman Potter.
Pauline Potter era un membro di diverse famiglie degli Stati Americani del Sud, importanti fin dal XVII secolo. Era una nipote di Francis Scott Key e una diretta discendente di Pocahontas. Le sue prozie Jenny e Hetty Cary (moglie del generale confederato John Pegram) erano figure note durante la guerra civile, conosciute come le "Invincibili Cary" e considerate eroine per aver cucito le bandiere della battaglia. Fu Jenny Carry a inserire le parole della poesia Maryland, mia Maryland di James Ryder Randall nella canzone popolare tedesca Lauriger Hortius, creando poi quello che sarebbe diventato l'inno del Maryland. La cugina di sua madre Constance Cary Harrison fu una delle più celebri donne americane della fine dell'Ottocento, un'importante scrittrice di romanzi e promotrice di riforme sociali. Un altro cugino, Francis Burton Harrison, ricoprì la carica di Governatore Generale delle Filippine e si candidò alle elezioni presidenziali statunitensi con i democratici.
| Controllo di autorità | VIAF (EN) 315532669 · ISNI (EN) 0000 0004 4772 3441 · ULAN (EN) 500267963 · LCCN (EN) n2015052003 · GND (DE) 1185435689 |